# خدمة المارشالات الأمريكية
خدمة المارشالات الأمريكية هي وكالة فدرالية لإنفاذ القانون في الولايات المتحدة. وهي مؤسسة تتبع لوزارة العدل وتعمل تحت إشراف نائب عام الولايات المتحدة.

خدمة Marshals هي المسؤولة في المقام الأول عن تحديد مكان المشتبه بهم الفيدراليين واعتقالهم، وإدارة عمليات الهاربين، وإدارة الأصول الإجرامية، وتشغيل البرنامج الفيدرالي لحماية الشهود في الولايات المتحدة، ونظام نقل السجناء والأجانب، وحماية المحاكم الفيدرالية و  الموظفين القضائيين، وحماية كبار المسؤولين الحكوميين من خلال مكتب عمليات الحماية.  طوال تاريخها، قدم المارشال أيضًا خدمات أمنية وتنفيذية فريدة من نوعها، بما في ذلك حماية الطلاب الأمريكيين من أصل أفريقي المسجلين في الجنوب أثناء حركة الحقوق المدنية، وأمن المرافقة لقوافل الصواريخ التابعة للقوات الجوية الأمريكية LGM-30 Minuteman، وإنفاذ القانون لبرنامج الولايات المتحدة في القطب الجنوبي.  وحماية المخزون الوطني الاستراتيجي.[7]